# Kullö
För andra betydelser, se Kullö (olika betydelser).
Kullö är en bebyggelse, tätort och ö i Vaxholms kommun och stadsdel i Vaxholm. Bebyggelsen avgränsades av SCB till en tätort mellan 2000 och 2020. Vid avgränsningen 2020 klassades den som en av tätorten Vaxholm. 
På ön finns rester av den gamla Norrkulla gård som omvandlats till naturreservatet Kullö naturreservat, Vaxholms fjärrvärmeverk samt en handelsträdgård.
På Kullö finns en ekostadsdel, vilket bland annat innebär att produkterna från den kretsloppsbaserade avlopps- och avfallsanläggningen återanvänds i de närliggande jordbruken. Bostäderna är ekoanpassade och har producerats med stor hänsyn till befintlig miljö.

## Befolkningsutveckling
| Befolkningsutvecklingen i Kullö 2000–2020 | Befolkningsutvecklingen i Kullö 2000–2020 | Befolkningsutvecklingen i Kullö 2000–2020 | Befolkningsutvecklingen i Kullö 2000–2020 | Befolkningsutvecklingen i Kullö 2000–2020 |
| --- | ----------------------------------------- | ----------------------------------------- | ----------------------------------------- | ----------------------------------------- |
| |                                           |                                           |                                           |                                           |
| År |                                           |                                           | Folkmängd                                 | Areal (ha)                                |
| 2000 | 2000                                      |                                           | 201                                       | 11                                        |
| 2005 | 2005                                      |                                           | 539                                       | 22                                        |
| 2010 | 2010                                      |                                           | 889                                       | 28                                        |
| 2015 | 2015                                      |                                           | 904                                       | 41                                        |
| 2016 | 2016                                      |                                           | 912                                       | ##                                        |
| 2017 | 2017                                      |                                           | 906                                       | ##                                        |
| 2018 | 2018                                      |                                           | 1 031                                     | 46                                        |
| 2019 | 2019                                      |                                           | 1 016                                     |                                           |
| 2020 | 2020                                      |                                           | 1 016                                     | 46                                        |
| Anm.: Ny tätort 2000. Sammanlades 2020 med tätorten Vaxholm Befolkning 2016, 2017 och 2019 är från Tätorter 2015 befolkning landareal andel som overlappas av fritidshusområden. ## Arean 31 december 2016, 2017 och 2018 fortsatt samma som avgränsades som tätort 2015. |                                           |                                           |                                           |                                           |